# A2 Key
 (février 2025).
Si vous disposez d'ouvrages ou d'articles de référence ou si vous connaissez des sites web de qualité traitant du thème abordé ici, merci de compléter l'article en donnant les références utiles à sa vérifiabilité et en les liant à la section « Notes et références ».

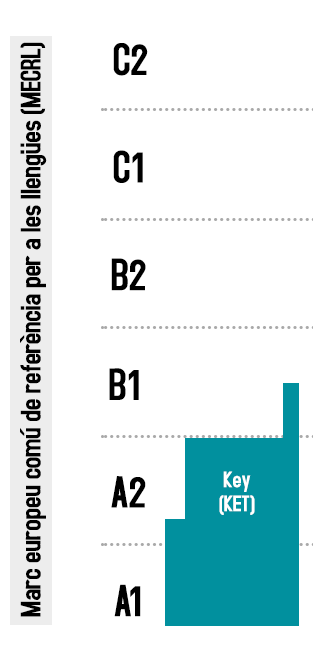
Positionnement de l'examen par rapport au CECRL.

Le A2 Key (anciennement Cambridge English : Key, et Key English Test (KET)) est un examen de langue anglaise (en) proposé par Cambridge Assessment English, dépendant de l'université de Cambridge.
A2 Key s'adresse aux débutants en anglais. Il teste les compétences en communication simple au niveau A2 du Cadre européen commun de référence (CECR).